# 結晶粒界
結晶粒界（けっしょうりゅうかい、Grain boundary）は、多結晶体において二つ以上の小さな結晶の間に存在する界面。

## 起源
液体が冷却され固体になるとき、始めに多数の微小な結晶（結晶粒）が形成され、それぞれが成長して多結晶体になる。このとき個々の結晶の方向を揃えることは困難である。一方、個々の粒子が単結晶からなる粉末を焼結する過程においても、あらかじめ結晶の方向を揃えたり途中で結晶の方向を変えたりすることは困難である。いずれの場合も形成された多結晶体を構成する結晶は隣接する結晶と方向が異なっている。結晶と別の結晶との間に残された不連続な境界面が結晶粒界となる。
高温において結晶に応力が加わると、結晶に含まれる転位が二次元的に配列して一つの面を構成するようになる。この面を境にして結晶の方向が変化することから、この結晶はすでに二つの結晶に分かれていると見なすことができる。すなわちこの境界面が結晶粒界となる。

## 性質
結晶粒界は転位の集合体とみなせるため、その性質を転位の性質から予測できる。刃状転位が集合すると傾斜型の結晶粒界となり、らせん転位が集合するとねじれ型の結晶粒界となる。このとき転位の集合密度が大きいほど結晶方向の違いが大きくなる。結晶方位の違いが小さい結晶粒界は特に小傾角粒界または小ねじれ角粒界と呼ばれ、転位の集合体としての性質を示すが、結晶方位の違いが大きくなると単純に転位の集合体として性質を説明することはできなくなる。
結晶粒界が存在しない物体より結晶粒界が存在する物体の方がエネルギーが高く、その差を結晶粒界の単位面積に換算したものを粒界エネルギーと呼ぶ。小傾角粒界または小ねじれ角粒界において粒界エネルギーは両側の結晶の方位に差があるほど大きくなる。これは、小傾角粒界の粒界エネルギーは転位のエネルギーの和として近似でき、結晶方位差が大きいほど転位密度も大きくなるためである。
結晶粒界は格子欠陥の一種であり、点欠陥の集合体としての性質を示す場合もある。例えば拡散速度を大きくしたり電荷を帯びたりする。結晶粒界の影響によって結晶内部に新たな格子欠陥が形成されることもある。このため一般に、結晶内部より結晶粒界付近の方が格子欠陥濃度が大きく、したがって拡散速度も大きい。結晶粒界における拡散現象は特に粒界拡散と呼ばれる。
液体から結晶成長する過程において不純物は結晶内部に取り込まれにくいため、結晶粒界には不純物が残留しやすい。また、液相焼結を行った場合には、しばしば結晶粒界にアモルファスなどの異物が残留する。
結晶粒界は結晶内部と比較して強度が小さいため、しばしば物体が破壊する起点となる。特に強度差が大きい場合、粒界に沿って破壊が進行することもある。また結晶粒界においてエッチングや腐食は加速される。この性質を利用して粒界を選択的にエッチングする方法によりその構造を観察することができる。

## 粒界の分類
1. 回転角による分類
2つの結晶粒の相対方位関係により粒界が分類される。相対方位が15度以下の粒界を低角粒界（Low-angle grain boundary, LAGB）、15度以上の粒界を高角粒界（High-angle grain boundary)と呼ぶ。低角粒界は周期的に配列した転位列として記述できる（Read-Shockleyの関係）。相対角度の増加と共に転位の間隔が小さくなり、最終的に転位同士が重なってしまう。高角粒界では、転位が重なるため、転位列としての記述はできない。高角粒界は低角粒界と比べ構造乱れが大きい。以前は、高角粒界は非晶質に似た構造だと考えられていたが、電子顕微鏡観察により、規則的な原子構造を持つことが明らかとなっている。
2. 回転軸による分類
粒界の回転軸が粒界面と平行な粒界を、傾角粒界（tilt boundary）と呼ぶ。一方、回転軸が粒界面と垂直な粒界を、ねじれ粒界（twist boundary）と呼ぶ。実際の粒界においては回転軸が平行でも垂直でもない場合が多く、このような粒界を混合粒界（mixed boundary）と呼ぶ。